# کلکی
کلکی (به لاتین: Kələki، به ارمنی: Քաղաքիկ کاغاکیک) یک منطقه مسکونی در جمهوری آذربایجان است که در شهرستان اردوباد واقع شده است. کلکی ۴۶۳ نفر جمعیت دارد.

## ریشه واژه
کَلَه در واقع همان قلعه در زبان فارسی است و کی تغییریافته واژه کوه است و کلکی یعنی قلعه‌کوه.